# Bollen (Askøy)
Pour les articles homonymes, voir Bollen.
Bollen est une île norvégienne dans le comté de Hordaland. Elle appartient administrativement à Askøy.

## Géographie
Il s'agit d'un rocher désertique qui s'étend sur environ 70 m de longueur pour une largeur approximative de 43 m.